# Regione di Fort Smith
La regione di Fort Smith è stata una delle due regioni censuarie dei Territori del Nord-Ovest in Canada, con capoluogo Yellowknife. Al 2006 aveva 32.272 abitanti su una superficie di 618.619,70 km². È stata abolita con il censimento del 2011, quando l'area dei Territori è stata suddivisa in 6 nuove regioni censuarie.

## Comunità
- City
  - Yellowknife
- Town
  - Fort Smith
  - Hay River
- Villaggi
  - Fort Simpson
- Frazioni
  - Fort Liard
  - Fort Providence
  - Behchoko
  - Whatì
- Insediamenti
  - Dettah
  - Enterprise
  - Fort Resolution
  - Jean Marie River
  - Kakisa
  - Lutselk'e
  - Nahanni Butte
  - Gamèti
  - Fort Reliance
  - Trout Lake
  - Wekweeti
  - Wrigley
- Riserve indiane
  - Hay River Reserve (Hay River Dene)
  - Salt Plains